# ゲッタバンバン
「ゲッタバンバン」は、佐香智久の楽曲で、10枚目のシングル。2015年4月29日にSME Recordsから発売された。

## 概要
前作「少年とロボット」から約9か月ぶりのリリースとなる2015年1作目のシングル。自身最大のヒット曲でもある。
期間生産限定盤は、CD・DVDともに収録内容が一部異なる。
表題曲は『ポケットモンスター XY』のオープニングテーマ。タイトルは「目標や夢や明るい未来をバンバンゲットする」という意味である。
「キラキラ」は同アニメに登場するキャラクター、シトロンのテーマソングとして挿入歌に使用された。その後シトロン（梶裕貴）本人によってカバーされ、「アニメ「ポケットモンスターXY&Z」キャラソンプロジェクト集 vol.2 -総集編-」に収録されている。
佐香は本作以後もポケモンの主題歌製作に携わるようになる。

## 収録曲
- 全作詞：佐香智久

1. ゲッタバンバン [4:09]
作曲：小川智之、編曲：Saku
  - テレビ東京系アニメ『ポケットモンスター XY』オープニングテーマ
2. キラキラ [3:37]
作曲：佐香智久、編曲：湯浅篤
  - テレビ東京系アニメ『ポケットモンスター XY』挿入歌
3. everyday [3:46]
作曲・編曲：佐香智久
  - 『ラウンドワン』CMソング
4. ゲッタバンバン (INSTRUMENTAL)